# Ólmod
Ólmod è un comune dell'Ungheria di 108 abitanti (dati 2009). È situato nella contea di Vas.